# Worcester Art Museum
Il Worcester Art Museum (WAM) è un museo d'arte statunitense situato nella città di Worcester nel Massachusetts. Ospita più di 35.000 opere d'arte, risalenti dall'antichità fino ai giorni nostri e provenienti da tutto il mondo.
Il museo venne inaugurato nel 1898, ed è il secondo più grande museo del New England dopo il Museum of Fine Arts di Boston. Il museo ospita anche un caffè, una biblioteca e un negozio, inoltre organizza durante tutto l'anno attività didattiche per adulti e bambini.

## Storia
Il museo venne fondato grazie alla generosità del senatore Stephen Salisbury III, che donò le sue proprietà e il primo nucleo della collezione, con opere degli americani Gilbert Stuart, Thomas Crawford, Samuel F.B. Morse, Paul Revere, Edward Winslow e Nathanial Hurd. Un altro importante nucleo collezionistico pervenne nel 1901, quando John Chandler Bancroft, un ricco cittadino di Boston, lasciò in eredità tremila stampe giapponesi di notevole pregio.
Tra i direttori che arricchirono l'esposizione con successive acquisizioni spiccò Louisa Dresser Campbell, che ottenne dipinti di Freake, tra le opere più note oggi del museo. Fu inoltre il primo museo americano ad acquistare un Monet, nonché il primo acquirente di una tela della serie delle Ninfee, nel 1910. 

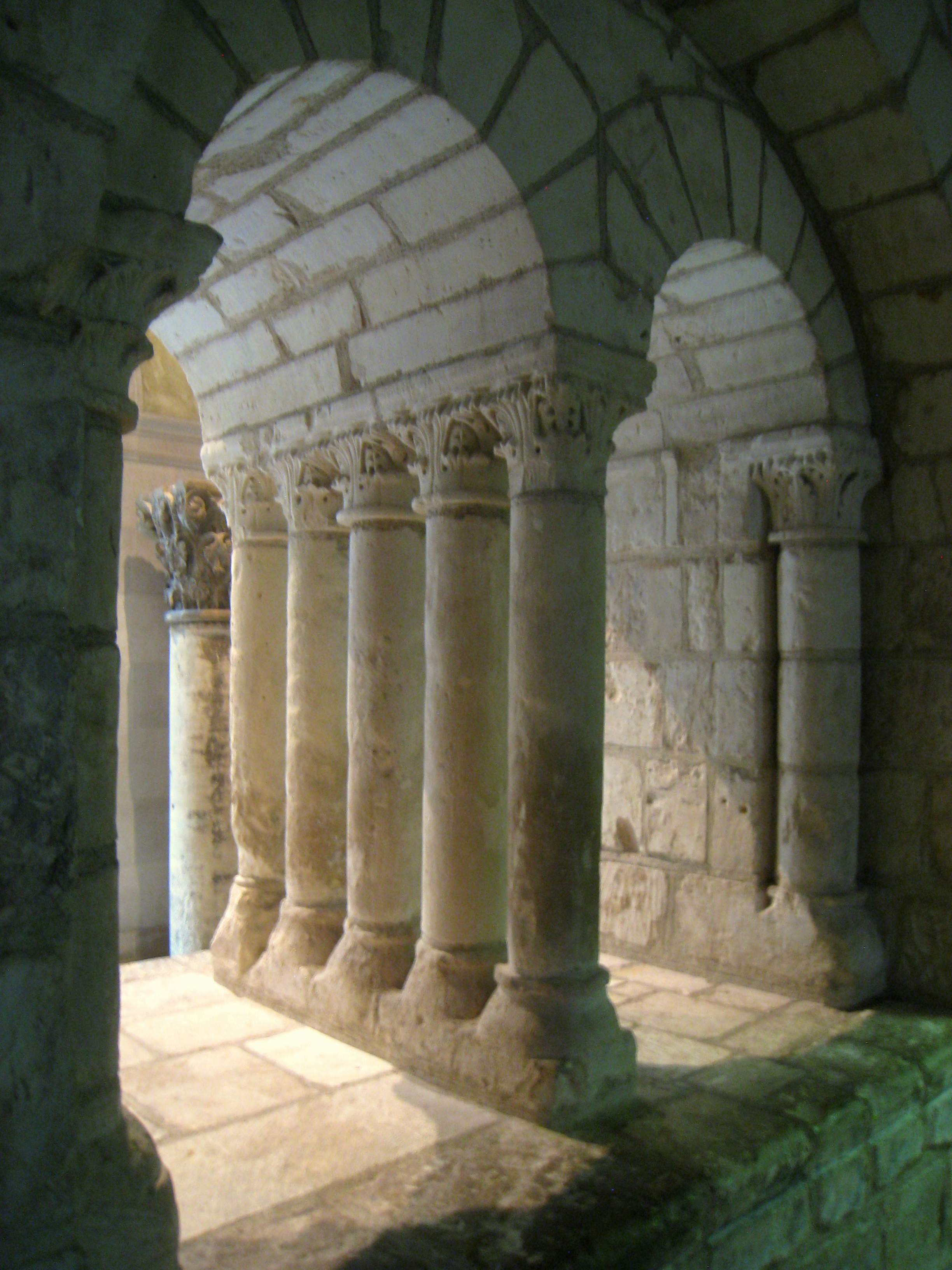
Il chiostro medievale

L'edificio che ospita la collezione è in stile Classical Revival e risale alle origini del museo, su progetto di Stephen C. Earle. Nel 1927 venne aggiunta un'ala con l'acquisto di un chiostro e capitolo di un monastero francese del XII secolo da Le Bas-Nueil, collegato al museo nel 1932 tramite la Renaissance Court. Si trattò del primo caso di edificio medievale trasportato in America dall'Europa. Altri ingrandimenti risalgono al 1940, 1970 e 1983. Il museo è aperto tutti i giorni dalle 10:00 alle 16:00.

## Collezioni
Un gruppo di mosaici romani e medievali databili dal I al VI secolo decorano la Renaissance Court, provenienti da una campagna di scavi del 1932-1939 nel sito dell'antica città di Antiochia, oggi Antakya in Turchia.
Tra i dipinti e le sculture spiccano le opere di scuola europea e americana, nonché un nucleo di arte asiatica, statue e mosaici antichi e una sezione dedicata all'arte contemporanea. Tra i maestri rappresentati ci sono El Greco, Rembrandt, Monet, Matisse, Renoir, Gauguin, Van Gogh, Cézanne, Picasso, Kandinsky, Chaïm Soutine, Thomas Cole, Winslow Homer, John Singer Sargent, William Morris Hunt, Edward Hicks, Elizabeth Goodridge, Franz Kline, Jackson Pollock, Joan Mitchell. Tra gli italiani, Raffaello (Madonna Northbrook, 1507 circa), Lorenzo di Credi (San Donato e il gabelliere, 1478 circa), Piero di Cosimo (Scoperta del miele, 1505-1510 circa) e Carlo Crivelli (Santi Bernardino e Caterina da Siena).